# 北海道道840号野束清住線
北海道道840号野束清住線（ほっかいどうどう840ごう のづかきよずみせん）は、北海道岩内郡岩内町内を結ぶ一般道道（北海道道）である。

## 概要

### 路線データ
- 起点：北海道岩内郡岩内町野束（いわない温泉）
- 終点：北海道岩内郡岩内町清住（北海道道66号岩内洞爺線交点）
- 総延長：5.252 km
- 実延長：5.241 km
- 重用延長：0.011 km

## 歴史
- 1975年（昭和50年）3月31日 - 路線認定[1]。

## 路線状況

### 道路施設

#### 主な橋梁
- 中央橋（43 m、野束川、岩内町野束-岩内町相生）

## 地理

### 通過する自治体
- 後志総合振興局
  - 岩内郡岩内町

### 交差する道路
岩内町
- 北海道道66号岩内洞爺線 - 清住（終点）

### 沿線にある施設など
岩内町
- いわない温泉 - 字野束
- IWANAI RESORT（旧ニセコいわない国際スキー場） - 野束350
- 円山展望台 - 野束
- 岩内森林公園 - 敷島内